# Гуннеманния Хинтона
Гуннеманния Хинтона (лат. Hunnemannia hintoniorum) — вид травянистых растений рода Гуннеманния (Hunnemannia) семейства Маковые (Papaveraceae), эндемик мексиканского штата Нуэво-Леон. Описан в 1992 году, стал вторым видом рода Гуннеманния, который до этого считался монотипным. Вид назван в честь американского ботаника и коллекционера Хинтона, собравшего в горах Нуэво-Леона гербарий, из которого был описан данный вид.

## Ареал и местообитание

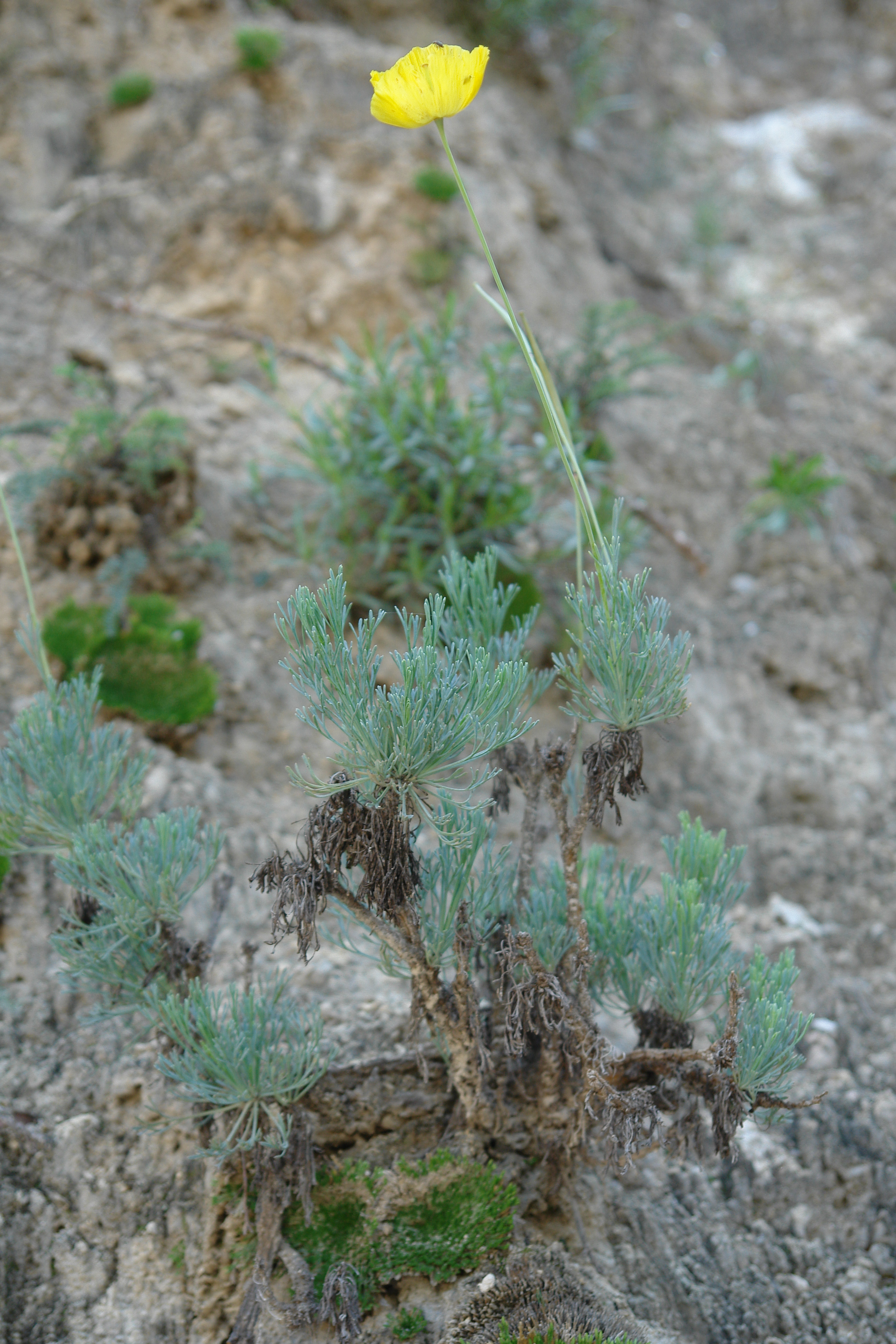
Hunnemannia hintoniorum (штат Нуэво-Леон, Мексика).

Гуннеманния Хинтона встречается только в штате Нуэво-Леон (Мексика). Обнаружен в высокогорной местности на высоте 1465 м над уровнем моря в центре пустыни Чиуауа. Вид описан в 1992 году американским учёным Г. Несомом из Техасского университета в Остине.

## Описание
Hunnemannia hintoniorum образует куст в форме чаши. Стебель достигает 40-100 см в высоту, основание древовидное. Листья базальные (основное отличие от близкого вида Hunnemannia fumariifolia, у которого имеются стеблевые листья), образуют густой припочвенный кластер, длиной 3-5 см, сегментированные с мелкими долями 1,5-2,5 мм. Цветок жёлтый, лепестки овальные 20х25 мм.